# Mohamed Rouicha
Mohamed Rouicha (Khenifra, 1º gennaio 1950 – Khenifra, 17 gennaio 2012) è stato un cantautore marocchino di lingua madre berbera.
Suona lo strumento tradizionale berbero chiamato loutar, e canta sia in lingua berbera che araba.
Nato in una famiglia modesta, ha lasciato la scuola "Dyour Chiouks" di Khenifra all'età di 11 anni per andare a cantare.
Le sue canzoni parlano d'amore, delle sue radici, della giustizia (sia nel mondo religioso che laico) e di politica.
Apparve per la prima volta sulla tv nazionale marocchina negli anni settanta durante un concerto.
È stato un famoso artista, poeta, cantante, compositore e musicista amazigh. "Rouicha" era un soprannome che significava "mescola qualcosa per noi" in tamazight, frase con cui gli amici gli chiedevano di inventare ed eseguire un nuovo brano musicale sul momento. Ha imparato a suonare il "loutar" (vedi foto).
Rouicha ha viaggiato ed eseguito la sua musica in tutto il mondo. Lasciata la scuola "Dior Chioukhs" nella nativa Khenifra, nel Marocco centrale, all'età di 11 anni, nel 1964 iniziò a suonare il loutar, soprattutto nelle bande tradizionali. Nello stesso anno, Rouicha ha iniziato a interpretare le canzoni tradizionali tamazight e ha prodotto il suo primo disco in collaborazione con il canale marocchino RTV1. A quel tempo, quando esisteva una sola emittente televisiva, questo risultato rappresentava un'enorme pietra miliare sulla strada di un successo senza precedenti.
Rouicha ha cantato in modo caloroso e ha gradualmente guadagnato fama in Marocco e in Nord Africa, anche tra i marocchini che non parlano o non capiscono il tamazight. La sua musica veniva suonata sui mezzi di trasporto pubblico e nei luoghi pubblici. Divenne noto grazie a titoli come Ya lehbiba, bini w'binek darou lehdoud (Mio amato, ci hanno separati) in tamazight e in arabo. Rouicha cantava la stessa canzone in entrambe le lingue con titoli separati, le stesse parole tradotte poeticamente usando un linguaggio eloquente e una poesia molto toccante. Il suo modo unico e artistico di suonare il loutar gli è valso soprannomi come "il padre spirituale del loutar" e "il più grande maestro del loutar" ed è stato anche colui che ha aggiunto la quarta corda al loutar per suonare note più alte. I temi dei testi di Rouicha evocano, in uno stile popolare tradizionale, l'amore, la natura, la giustizia, la politica, la vita e la morte.
Nel 2004 si è esibito con i suoi colleghi musicisti nelle rovine romane di Volubilis nell'ambito del Festival di Fez di musica sacra mondiale. Nel luglio 2010 è stato invitato a cantare per inaugurare il Festival delle Gole di Tinghir nella città di Tinghir (nella regione marocchina di Draa-Tafilalt). Questo evento gli stava molto a cuore, poiché sua madre proveniva da questa comunità. Prima di iniziare a esibirsi in questo evento, ha menzionato i suoi genitori e ha inviato loro il suo amore dicendo: "Mimiss n'moulay Lahcen, mimiss n'lala Aicha iliss n'moulay Hanafi oult tdoght", letteralmente: "Figlio di Moulay Lahcen, figlio di Lala Aicha figlia di Moulay Hanafi che viene da Tugdha".
Dopo una carriera di quasi 50 anni, Rouicha è morto il 17 gennaio 2012 per problemi di salute.

## Discografia
- Enass Enass Mayrire
- Hbiba bini o binek hdoude
- Awa Tàadebti Awa Temahnti
- Shhale mine lile olila
- Samhi ayema
- Awera ya awa
- Ajmaa al moumenin
- Amarg
- La ilaha illa Allah
- Chhal akit ala alli habbit
- Awyati Stamazirth
- Haali
- Deynezoer
- Hbibi hjarni wtawle
- Chehal bkit yya baba
- Allil allil
- Tedite Awa Tedite
- Nsawal alih
- Ida chekh a zin
- Harou aini
- Awa Rir Ajfker azin
- Away Drire
- Affrah Orkimine
- Anfto Amargh
- Man haqek ya galbi
- Awa Choff Ana Gwawall
- Harqat Mensafer
- Habien Ouaàjbnta